# Torre dei Guidozagni

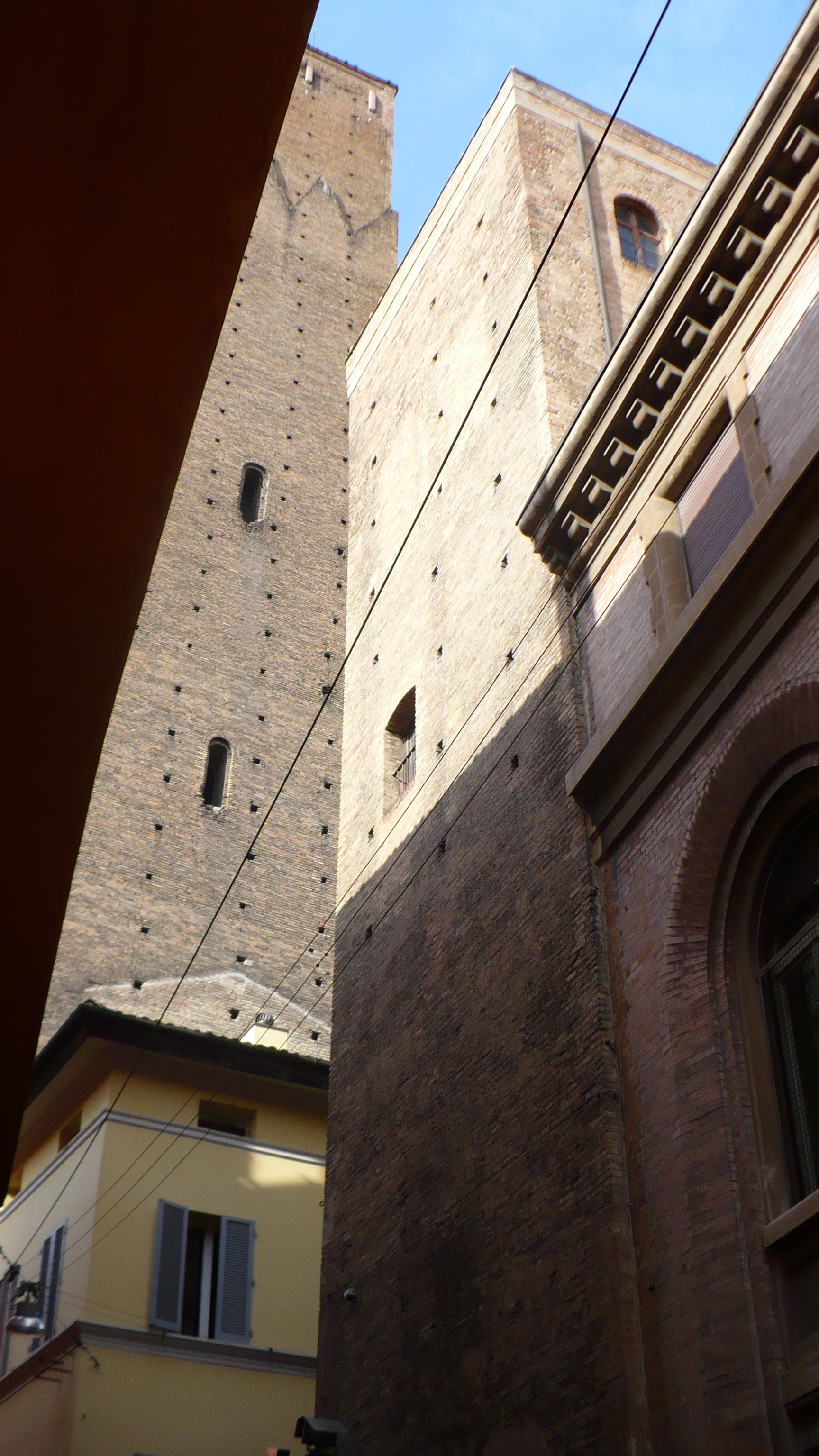
Torre dei Guidozagni, dahinter die Torre dei Prendiparte

Die Torre dei Guidozagni ist einer der etwa 20 Geschlechtertürme, die es noch im historischen Zentrum von Bologna in der italienischen Region Emilia-Romagna gibt.

## Beschreibung
Der Turm steht am Anfang der Via Albirolli in Kontrast zur benachbarten  und deutlich älteren Torre dei Prendiparte. Früher zeigte er zum kleinen Platz der Kirche Santi Stefano e Teopompo hin, die heute nicht mehr existiert.
Die „bescheidene“ Höhe (etwa 20 Meter), die rechteckige Grundfläche (9,8 Meter × 5,92 Meter) und die geringe Dicke der Mauern an der Basis (etwa 4 Meter) zeigen klar an, dass es sich in diesem Falle um einen Wohnturm handelt, der effektiv Wohnzwecken diente. Er wurde vermutlich Anfang des 13. Jahrhunderts erbaut und muss ursprünglich höher gewesen sein, denn es gibt Aufzeichnungen über den Einsturz seines oberen Teils, der 1487 geschah; dieser Einsturz zerstörte auch das Haus, das mit dem Turm verbunden war. 1926 ließ die Timo (Telefoni Italia Medio Orientale; eine in Bologna gegründete Telefongesellschaft) den Turm restaurieren und die Treppe zur Telefonzentrale installieren. Die originale Eingangstür mit einem Spitzbogen darüber wurde aus Marmor anstatt Selenit rekonstruiert und man schuf neue Öffnungen in dem Gebäude, eine weitere Türe und einige Fenster. Die Restaurierung sorgte dafür, dass der Turm vor dem Einsturz gerettet werden konnte.

## Geschichte
Die Guidozagni waren Adlige und Anhänger der Guelfen, die an zwei Kreuzzügen (1094 und 1291) teilnahmen. Ihnen gehörten ganze vier Türme, von denen der Turm in der Via Albirolli der einzige ist, der bis heute erhalten ist. Ein weiterer Torre dei Guidozagni fand sich in der Nähe der Torre degli Asinelli und der Torre della Garisenda, wurde aber 1918 zusammen mit einigen anderen abgerissen, um Platz für neue Gebäude zu schaffen. In der zweiten Hälfte des 16. Jahrhunderts ging der Turm in andere Hände über.
1267 entledigten sich die Guidozagni einiger Grundstücke, Häuser und Türme und gaben sie an die Augustinischen Mönche, damit diese darauf die Kirche San Giacomo Maggiore in der heutigen Via Zamboni erbauen konnten.